# Saison 2021-2022 de la KHL
Saison précédente Saison suivante
La saison 2021-2022 est la 14e saison de la Ligue continentale de hockey (KHL). Elle se déroule du 1er septembre 2021 au 1er mars 2022. En raison de la Pandémie de Covid-19, la saison régulière est finalement stoppée le 14 janvier, avant la trêve prévue des Jeux olympiques d'hiver de 2022. Fin février, le Jokerit et le Dinamo Riga quittent la ligue en raison de l'invasion de l'Ukraine par la Russie.

## Palmarès de la saison
- KHL
  - Coupe d'Ouverture : Avangard Omsk.
  - Coupe du Continent : Non décernée.
  - Coupe du champion de la conférence ouest : HK CSKA Moscou.
  - Coupe du champion de la conférence est : Metallourg Magnitogorsk.
  - Coupe Gagarine : HK CSKA Moscou.

## Saison régulière
La Coupe d'Ouverture oppose l'Avangard Omsk au CSKA Moscou.
| 1er septembre 2021 | Avangard Omsk | 4-0 (1-0, 0-0, 3-0) | HK CSKA Moscou | Arena Balachikha, Balachikha 981 spectateurs |

| Feuille de match | Feuille de match | Feuille de match | Feuille de match | Feuille de match                                                         |
| ---------------- | --- | ---------------- | ---------------- | ------------------------------------------------------------------------ |
|                  | Cehlárik (Toltchinski, Kaski) — 3 min 43 s (SN) Knight (Cehlárik, Kaski) — 47 min 28 s (SN) Cehlárik (Knight) — 51 min 13 s Knight (Pokka, Cehlárik) — 53 min | 1-0 2-0 3-0 4-0  |                  | Arbitrage : Viktor Gachilov Denis Naoumov Gleb Lazarev Nikita Chalaguine |
| Simon Hrubec     | Gardiens | Adam Reideborn   |                  | Arbitrage : Viktor Gachilov Denis Naoumov Gleb Lazarev Nikita Chalaguine |
| 4 min            | Pénalités | 12 min           |                  | Arbitrage : Viktor Gachilov Denis Naoumov Gleb Lazarev Nikita Chalaguine |
| 30               | Tirs | 22               |                  | Arbitrage : Viktor Gachilov Denis Naoumov Gleb Lazarev Nikita Chalaguine |

### Classements
La distribution des points s'effectue selon le système suivant :
- 2 points pour la victoire dans le temps réglementaire, en prolongation ou aux tirs au but.
- 1 point pour la défaite en prolongation ou aux tirs au but.
- 0 point pour la défaite dans le temps réglementaire.

La Coupe du Continent remise au vainqueur de la saison régulière n'est pas décernée cette saison.

#### Conférence Ouest
| Clt   | Équipe                 | PJ | V  | VP | VF | D  | DP | DF | BP  | BC  | Pts | % pts |
| ----- | ---------------------- | -- | -- | -- | -- | -- | -- | -- | --- | --- | --- | ----- |
| +001, | SKA Saint-Pétersbourg  | 48 | 25 | 3  | 3  | 11 | 2  | 4  | 146 | 98  | 68  | 70,83 |
| +002, | Jokerit Helsinki       | 47 | 22 | 5  | 2  | 12 | 4  | 2  | 143 | 113 | 64  | 68,09 |
| +003, | HK CSKA Moscou         | 47 | 18 | 8  | 3  | 13 | 4  | 1  | 120 | 107 | 63  | 67,02 |
| +004, | HK Dinamo Moscou       | 48 | 26 | 2  | 2  | 14 | 2  | 2  | 159 | 119 | 64  | 66,67 |
| +005, | Severstal Tcherepovets | 49 | 18 | 5  | 5  | 14 | 5  | 2  | 129 | 119 | 63  | 64,29 |
| +006, | Lokomotiv Iaroslavl    | 47 | 19 | 3  | 1  | 15 | 6  | 3  | 113 | 103 | 55  | 58,51 |
| +007, | HK Spartak Moscou      | 48 | 19 | 5  | 2  | 18 | 2  | 2  | 122 | 118 | 56  | 58,33 |
| +008, | HK Dinamo Minsk        | 47 | 18 | 4  | 1  | 16 | 4  | 4  | 138 | 144 | 54  | 57,45 |
| +009, | Torpedo Nijni Novgorod | 47 | 20 | 1  | 0  | 19 | 4  | 3  | 117 | 113 | 49  | 52,13 |
| +010, | HK Vitiaz              | 48 | 9  | 4  | 2  | 20 | 7  | 6  | 121 | 149 | 43  | 44,79 |
| +011, | HK Sotchi              | 48 | 13 | 4  | 1  | 25 | 2  | 3  | 111 | 133 | 41  | 42,71 |
| +012, | Dinamo Riga            | 45 | 9  | 3  | 2  | 22 | 4  | 5  | 93  | 143 | 37  | 41,11 |

#### Conférence Est
| Clt   | Équipe                      | PJ | V  | VP | VF | D  | DP | DF | BP  | BC  | Pts | % pts |
| ----- | --------------------------- | -- | -- | -- | -- | -- | -- | -- | --- | --- | --- | ----- |
| +001, | Metallourg Magnitogorsk     | 48 | 26 | 4  | 4  | 11 | 3  | 0  | 164 | 120 | 71  | 73,96 |
| +002, | Traktor Tcheliabinsk        | 49 | 22 | 6  | 6  | 12 | 2  | 1  | 152 | 119 | 71  | 72,45 |
| +003, | Salavat Ioulaïev Oufa       | 45 | 24 | 3  | 1  | 11 | 3  | 3  | 131 | 96  | 62  | 68,89 |
| +004, | Ak Bars Kazan               | 48 | 21 | 4  | 5  | 12 | 6  | 0  | 129 | 109 | 66  | 68,75 |
| +005, | Avangard Omsk               | 47 | 24 | 3  | 1  | 17 | 1  | 1  | 137 | 104 | 58  | 61,7  |
| +006, | Sibir Novossibirsk          | 50 | 18 | 4  | 4  | 19 | 3  | 2  | 109 | 108 | 57  | 57    |
| +007, | Neftekhimik Nijnekamsk      | 49 | 16 | 3  | 3  | 19 | 5  | 3  | 121 | 140 | 52  | 53,06 |
| +008, | HK Barys                    | 47 | 14 | 4  | 4  | 21 | 2  | 2  | 127 | 138 | 48  | 51,06 |
| +009, | Avtomobilist Iekaterinbourg | 45 | 15 | 2  | 1  | 21 | 2  | 4  | 127 | 129 | 42  | 46,67 |
| +010, | Amour Khabarovsk            | 50 | 12 | 3  | 4  | 23 | 4  | 4  | 97  | 125 | 46  | 46    |
| +011, | Admiral Vladivostok         | 49 | 11 | 0  | 4  | 29 | 2  | 3  | 88  | 150 | 35  | 35,71 |
| +012, | HC Red Star Kunlun          | 48 | 7  | 1  | 1  | 32 | 5  | 2  | 101 | 198 | 25  | 26,04 |

- Qualifié pour la Coupe Gagarine

### Meilleurs pointeurs
| Joueur            | Équipe                 | PJ | B  | A  | Pts | +/- | Pun |
| ----------------- | ---------------------- | -- | -- | -- | --- | --- | --- |
| Vadim Chipatchiov | Dinamo Moscou          | 48 | 24 | 43 | 67  | +11 | 47  |
| Andreï Kouzmenko  | SKA Saint-Pétersbourg  | 45 | 20 | 33 | 53  | +15 | 10  |
| Corban Knight     | Avangard Omsk          | 47 | 18 | 30 | 48  | +8  | 21  |
| Damir Jafiarov    | Torpedo Nijni Novgorod | 47 | 18 | 27 | 45  | +9  | 12  |
| Nikita Mikhaïlis  | Barys                  | 47 | 18 | 26 | 44  | +1  | 10  |
| Niko Ojamäki      | Vitiaz                 | 48 | 29 | 14 | 43  | -3  | 6   |
| Lukáš Sedlák      | Traktor Tcheliabinsk   | 49 | 18 | 25 | 43  | +19 | 36  |
| Stanislav Galiev  | HK Dinamo Minsk        | 47 | 25 | 17 | 42  | +5  | 12  |
| Anton Bourdassov  | SKA Saint-Pétersbourg  | 41 | 23 | 19 | 42  | +9  | 14  |
| Miro Aaltonen     | HK Vitiaz              | 44 | 10 | 32 | 42  | -3  | 10  |

### Meilleurs gardiens
| Gardien           | Équipe(s)             | PJ | V  | D  | Min           | Moy  | %Arr | Bl |
| ----------------- | --------------------- | -- | -- | -- | ------------- | ---- | ---- | -- |
| Lars Johansson    | SKA Saint-Pétersbourg | 34 | 20 | 9  | 1917 min 52 s | 1,63 | 93,2 | 9  |
| Juha Metsola      | Salavat Ioulaïev Oufa | 31 | 18 | 10 | 1760 min 53 s | 1,87 | 93,1 | 5  |
| Anton Krassotkine | Sibir Novossibirsk    | 17 | 8  | 6  | 865 min 18 s  | 2,08 | 93,1 | 2  |
| Ievgueni Alikine  | Amour Khabarovsk      | 41 | 13 | 19 | 2430 min 21 s | 2,22 | 92,9 | 4  |
| Roman Will        | Traktor Tcheliabinsk  | 39 | 21 | 9  | 2262 min 26 s | 2,20 | 92,9 | 2  |

## Coupe Gagarine
Le 24 février, le Jokerit Helsinki décide de ne pas participer aux séries éliminatoires en raison de l'invasion de l'Ukraine par la Russie. La ligue annonce que son adversaire, le Spartak Moscou remporte la série par quatre victoires à zéro et se qualifie pour le tour suivant.
|  | Quarts de finale de Conférence | Quarts de finale de Conférence | Quarts de finale de Conférence |   |                       | Demi-finales de Conférence | Demi-finales de Conférence | Demi-finales de Conférence |  |   | Finales de Conférence   | Finales de Conférence | Finales de Conférence |  |   | Finale de la Coupe Gagarine | Finale de la Coupe Gagarine | Finale de la Coupe Gagarine |
|  |                                |                                |                                |   |                       |                            |                            |                            |  |   |                         |                       |                       |  |   |                             |                             |                             |
|  | 1                              | Metallourg Magnitogorsk        | 4                              |   |                       |                            |                            |                            |  |   |                         |                       |                       |  |   |                             |                             |                             |
|  | 8                              | Barys                          | 1                              |   |                       |                            |                            |                            |  |   |                         |                       |                       |  |   |                             |                             |                             |
|  | 8                              | Barys                          | 1                              |   | 1                     | Metallourg Magnitogorsk    | 4                          |                            |  |   |                         |                       |                       |  |   |                             |                             |                             |
|  |                                |                                |                                |   | 1                     | Metallourg Magnitogorsk    | 4                          |                            |  |   |                         |                       |                       |  |   |                             |                             |                             |
|  |                                | 5                              | Avangard Omsk                  | 3 |                       |                            |                            |                            |  |   |                         |                       |                       |  |   |                             |                             |                             |
|  | 4                              | 5                              | Avangard Omsk                  | 3 | Ak Bars Kazan         | 2                          |                            |                            |  |   |                         |                       |                       |  |   |                             |                             |                             |
|  | 4                              |                                |                                |   | Ak Bars Kazan         | 2                          |                            |                            |  |   |                         |                       |                       |  |   |                             |                             |                             |
|  | 5                              | Avangard Omsk                  | 4                              |   |                       |                            |                            |                            |  |   |                         |                       |                       |  |   |                             |                             |                             |
|  | 5                              | Avangard Omsk                  | 4                              |   |                       |                            |                            |                            |  | 1 | Metallourg Magnitogorsk | 4                     |                       |  |   |                             |                             |                             |
|  | Conférence Est                 |                                |                                |   |                       |                            |                            |                            |  | 1 | Metallourg Magnitogorsk | 4                     |                       |  |   |                             |                             |                             |
|  |                                | 2                              | Traktor Tcheliabinsk           | 1 |                       |                            |                            |                            |  |   |                         |                       |                       |  |   |                             |                             |                             |
|  | 2                              | 2                              | Traktor Tcheliabinsk           | 1 | Traktor Tcheliabinsk  | 4                          |                            |                            |  |   |                         |                       |                       |  |   |                             |                             |                             |
|  | 2                              |                                |                                |   | Traktor Tcheliabinsk  | 4                          |                            |                            |  |   |                         |                       |                       |  |   |                             |                             |                             |
|  | 7                              | Neftekhimik Nijnekamsk         | 0                              |   |                       |                            |                            |                            |  |   |                         |                       |                       |  |   |                             |                             |                             |
|  | 7                              | Neftekhimik Nijnekamsk         | 0                              |   | 2                     | Traktor Tcheliabinsk       | 4                          |                            |  |   |                         |                       |                       |  |   |                             |                             |                             |
|  |                                |                                |                                |   | 2                     | Traktor Tcheliabinsk       | 4                          |                            |  |   |                         |                       |                       |  |   |                             |                             |                             |
|  |                                | 3                              | Salavat Ioulaïev Oufa          | 2 |                       |                            |                            |                            |  |   |                         |                       |                       |  |   |                             |                             |                             |
|  | 3                              | 3                              | Salavat Ioulaïev Oufa          | 2 | Salavat Ioulaïev Oufa | 4                          |                            |                            |  |   |                         |                       |                       |  |   |                             |                             |                             |
|  | 3                              |                                |                                |   | Salavat Ioulaïev Oufa | 4                          |                            |                            |  |   |                         |                       |                       |  |   |                             |                             |                             |
|  | 6                              | Sibir Novossibirsk             | 1                              |   |                       |                            |                            |                            |  |   |                         |                       |                       |  |   |                             |                             |                             |
|  | 6                              | Sibir Novossibirsk             | 1                              |   |                       |                            |                            |                            |  |   |                         |                       |                       |  | 1 | Metallourg Magnitogorsk     | 3                           |                             |
|  |                                |                                |                                |   |                       |                            |                            |                            |  |   |                         |                       |                       |  | 1 | Metallourg Magnitogorsk     | 3                           |                             |
|  |                                | 3                              | CSKA Moscou                    | 4 |                       |                            |                            |                            |  |   |                         |                       |                       |  |   |                             |                             |                             |
|  | 1                              | 3                              | CSKA Moscou                    | 4 | SKA Saint-Pétersbourg | 4                          |                            |                            |  |   |                         |                       |                       |  |   |                             |                             |                             |
|  | 1                              |                                |                                |   | SKA Saint-Pétersbourg | 4                          |                            |                            |  |   |                         |                       |                       |  |   |                             |                             |                             |
|  | 8                              | Dinamo Minsk                   | 0                              |   |                       |                            |                            |                            |  |   |                         |                       |                       |  |   |                             |                             |                             |
|  | 8                              | Dinamo Minsk                   | 0                              |   | 1                     | SKA Saint-Pétersbourg      | 4                          |                            |  |   |                         |                       |                       |  |   |                             |                             |                             |
|  |                                |                                |                                |   | 1                     | SKA Saint-Pétersbourg      | 4                          |                            |  |   |                         |                       |                       |  |   |                             |                             |                             |
|  |                                | 7                              | HK Spartak Moscou              | 1 |                       |                            |                            |                            |  |   |                         |                       |                       |  |   |                             |                             |                             |
|  | 2                              | 7                              | HK Spartak Moscou              | 1 | Jokerit               | 0                          |                            |                            |  |   |                         |                       |                       |  |   |                             |                             |                             |
|  | 2                              |                                |                                |   | Jokerit               | 0                          |                            |                            |  |   |                         |                       |                       |  |   |                             |                             |                             |
|  | 7                              | HK Spartak Moscou              | 4                              |   |                       |                            |                            |                            |  |   |                         |                       |                       |  |   |                             |                             |                             |
|  | 7                              | HK Spartak Moscou              | 4                              |   |                       |                            |                            |                            |  | 1 | SKA Saint-Pétersbourg   | 3                     |                       |  |   |                             |                             |                             |
|  | Conférence Ouest               |                                |                                |   |                       |                            |                            |                            |  | 1 | SKA Saint-Pétersbourg   | 3                     |                       |  |   |                             |                             |                             |
|  |                                | 3                              | CSKA Moscou                    | 4 |                       |                            |                            |                            |  |   |                         |                       |                       |  |   |                             |                             |                             |
|  | 3                              | 3                              | CSKA Moscou                    | 4 | CSKA Moscou           | 4                          |                            |                            |  |   |                         |                       |                       |  |   |                             |                             |                             |
|  | 3                              |                                |                                |   | CSKA Moscou           | 4                          |                            |                            |  |   |                         |                       |                       |  |   |                             |                             |                             |
|  | 6                              | Lokomotiv Iaroslavl            | 0                              |   |                       |                            |                            |                            |  |   |                         |                       |                       |  |   |                             |                             |                             |
|  | 6                              | Lokomotiv Iaroslavl            | 0                              |   | 3                     | CSKA Moscou                | 4                          |                            |  |   |                         |                       |                       |  |   |                             |                             |                             |
|  |                                |                                |                                |   | 3                     | CSKA Moscou                | 4                          |                            |  |   |                         |                       |                       |  |   |                             |                             |                             |
|  |                                | 4                              | Dinamo Moscou                  | 0 |                       |                            |                            |                            |  |   |                         |                       |                       |  |   |                             |                             |                             |
|  | 4                              | 4                              | Dinamo Moscou                  | 0 | Dinamo Moscou         | 4                          |                            |                            |  |   |                         |                       |                       |  |   |                             |                             |                             |
|  | 4                              |                                |                                |   | Dinamo Moscou         | 4                          |                            |                            |  |   |                         |                       |                       |  |   |                             |                             |                             |
|  | 5                              | Severstal Tcherepovets         | 3                              |   |                       |                            |                            |                            |  |   |                         |                       |                       |  |   |                             |                             |                             |

### Finale
| 18 avril 2022 | Metallourg Magnitogorsk | 1-3 (0-0, 1-2, 0-1) | CSKA Moscou | Arena Metallourg, Magnitogorsk 6 977 spectateurs |

| Feuille de match     | Feuille de match                            | Feuille de match | Feuille de match | Feuille de match                                                            |
| -------------------- | ------------------------------------------- | ---------------- | --- | --------------------------------------------------------------------------- |
|                      | Karpov (Currie, Leipsic) — 31 min 57 s (SN) | 0-1 0-2 1-2 1-3  | Andronov (Sergueïev, Dahlbeck) — 23 min 27 s Nesterov (Kamenev, Okoulov) — 26 min 23 s Plotnikov (Slepychev) — 57 min 22 s (CV) | Arbitrage : Sergueï Koulakov Viktor Gachilov Gleb Lazarev Nikita Chalaguine |
| Vassili Kochetchkine | Gardiens                                    | Ivan Fedotov     | | Arbitrage : Sergueï Koulakov Viktor Gachilov Gleb Lazarev Nikita Chalaguine |
| 0 min                | Pénalités                                   | 6 min            | | Arbitrage : Sergueï Koulakov Viktor Gachilov Gleb Lazarev Nikita Chalaguine |
| 28                   | Tirs                                        | 27               | | Arbitrage : Sergueï Koulakov Viktor Gachilov Gleb Lazarev Nikita Chalaguine |

| 20 avril 2022 | Metallourg Magnitogorsk | 6-4 (1-0, 4-3, 1-1) | CSKA Moscou | Arena Metallourg, Magnitogorsk 7 214 spectateurs |

| Feuille de match     | Feuille de match | Feuille de match                        | Feuille de match | Feuille de match                                                            |
| -------------------- | --- | --------------------------------------- | --- | --------------------------------------------------------------------------- |
|                      | Maillet (Zemtchionok, Goldobine) — 6 min 7 s Hultström (Khabarov, Maillet) — 24 min 44 s Nekolenko — 25 min 28 s Zernov (Karpov, Nikontsev) — 35 min 52 s Leipsic (Maillet) — 37 min 55 s Goldobine (Maillet, Leipsic) — 53 min 8 s | 1-0 1-1 2-1 2-2 3-2 3-3 4-3 5-3 6-3 6-4 | Abramov (Karnaoukhov) — 22 min 24 s Grigorenko (Sergueïev, Kamenev) — 24 min 51 s Slepychev (Plotnikov) — 31 min 57 s Okoulov (Plotnikov, Abramov) — 59 min 15 s (SN) | Arbitrage : Sergueï Beliaïev Viktor Gachilov Dmitri Sivoz Nikita Chalaguine |
| Vassili Kochetchkine | Gardiens | Ivan Fedotov                            | | Arbitrage : Sergueï Beliaïev Viktor Gachilov Dmitri Sivoz Nikita Chalaguine |
| 6 min                | Pénalités | 6 min                                   | | Arbitrage : Sergueï Beliaïev Viktor Gachilov Dmitri Sivoz Nikita Chalaguine |
| 37                   | Tirs | 27                                      | | Arbitrage : Sergueï Beliaïev Viktor Gachilov Dmitri Sivoz Nikita Chalaguine |

| 22 avril 2022 | CSKA Moscou | 0-4 (0-1, 0-1, 0-2) | Metallourg Magnitogorsk | CSKA Arena, Moscou 9 144 spectateurs |

| Feuille de match            | Feuille de match | Feuille de match     | Feuille de match | Feuille de match                                                         |
| --------------------------- | ---------------- | -------------------- | --- | ------------------------------------------------------------------------ |
|                             |                  | 0-1 0-2 0-3 0-4      | Leipsic (Maillet, Hultström) — 11 min 1 s Videll (Nekolenko, Iakovlev) — 31 min 34 s Iakovlev (Leipsic, Currie) — 41 min 19 s (SN) Leipsic (Goldobine, Nekolenko) — 43 min 49 s | Arbitrage : Ievgueni Romasko Denis Naoumov Dmitri Chichlo Nikita Novikov |
| Ivan Fedotov Adam Reideborn | Gardiens         | Vassili Kochetchkine | | Arbitrage : Ievgueni Romasko Denis Naoumov Dmitri Chichlo Nikita Novikov |
| 8 min                       | Pénalités        | 2 min                | | Arbitrage : Ievgueni Romasko Denis Naoumov Dmitri Chichlo Nikita Novikov |
| 33                          | Tirs             | 30                   | | Arbitrage : Ievgueni Romasko Denis Naoumov Dmitri Chichlo Nikita Novikov |

| 24 avril 2022 | CSKA Moscou | 0-1 (0-0, 0-1, 0-0) | Metallourg Magnitogorsk | CSKA Arena, Moscou 8 955 spectateurs |

| Feuille de match | Feuille de match | Feuille de match     | Feuille de match                                | Feuille de match                                                            |
| ---------------- | ---------------- | -------------------- | ----------------------------------------------- | --------------------------------------------------------------------------- |
|                  |                  | 0-1                  | Zemtchionok (Iakovlev, Nekolenko) — 22 min 47 s | Arbitrage : Alekseï Ravodine Viktor Birine Sergueï Cheliaguine Iouri Ivanov |
| Ivan Fedotov     | Gardiens         | Vassili Kochetchkine |                                                 | Arbitrage : Alekseï Ravodine Viktor Birine Sergueï Cheliaguine Iouri Ivanov |
| 2 min            | Pénalités        | 2 min                |                                                 | Arbitrage : Alekseï Ravodine Viktor Birine Sergueï Cheliaguine Iouri Ivanov |
| 31               | Tirs             | 29                   |                                                 | Arbitrage : Alekseï Ravodine Viktor Birine Sergueï Cheliaguine Iouri Ivanov |

| 26 avril 2022 | Metallourg Magnitogorsk | 2-3 (pr) (0-0, 0-1, 2-1, 0-1) | CSKA Moscou | Arena Metallourg, Magnitogorsk 7 500 spectateurs |

| Feuille de match     | Feuille de match                                  | Feuille de match    | Feuille de match                                                                                       | Feuille de match                                                            |
| -------------------- | ------------------------------------------------- | ------------------- | --- | --------------------------------------------------------------------------- |
|                      | Karpov — 40 min 36 s (SN) Korobkine — 47 min 36 s | 0-1 1-1 2-1 2-2 2-3 | Okoulov (Nesterov) — 35 min 49 s Sorkine (Iourtaïkine) — 53 min 56 s Dahlbeck (Nesterov) — 73 min 44 s | Arbitrage : Konstantin Olenine Denis Naoumov Tornike Koutchava Dmitri Sivov |
| Vassili Kochetchkine | Gardiens                                          | Ivan Fedotov        | | Arbitrage : Konstantin Olenine Denis Naoumov Tornike Koutchava Dmitri Sivov |
| 4 min                | Pénalités                                         | 8 min               | | Arbitrage : Konstantin Olenine Denis Naoumov Tornike Koutchava Dmitri Sivov |
| 39                   | Tirs                                              | 37                  | | Arbitrage : Konstantin Olenine Denis Naoumov Tornike Koutchava Dmitri Sivov |

| 28 avril 2022 | CSKA Moscou | 2-1 (2-0, 0-1, 0-0) | Metallourg Magnitogorsk | CSKA Arena, Moscou 8 184 spectateurs |

| Feuille de match | Feuille de match                                                                     | Feuille de match     | Feuille de match                             | Feuille de match                                                            |
| ---------------- | ------------------------------------------------------------------------------------ | -------------------- | -------------------------------------------- | --------------------------------------------------------------------------- |
|                  | Kamenev (Plotnikov) — 3 min 30 s Grigorenko (Plotnikov, Nesterov) — 13 min 37 s (SN) | 1-0 2-0 2-1          | Tchibissov (Dronov, Minouline) — 39 min 22 s | Arbitrage : Sergueï Beliaïev Viktor Gachilov Gleb Lazarev Nikita Chalaguine |
| Ivan Fedotov     | Gardiens                                                                             | Vassili Kochetchkine |                                              | Arbitrage : Sergueï Beliaïev Viktor Gachilov Gleb Lazarev Nikita Chalaguine |
| 14 min           | Pénalités                                                                            | 33 min               |                                              | Arbitrage : Sergueï Beliaïev Viktor Gachilov Gleb Lazarev Nikita Chalaguine |
| 33               | Tirs                                                                                 | 27                   |                                              | Arbitrage : Sergueï Beliaïev Viktor Gachilov Gleb Lazarev Nikita Chalaguine |

| 30 avril 2022 | Metallourg Magnitogorsk | 1-4 (0-2, 1-1) | CSKA Moscou | Arena Metallourg, Magnitogorsk 7 500 spectateurs |

| Feuille de match     | Feuille de match                        | Feuille de match    | Feuille de match | Feuille de match                                                               |
| -------------------- | --------------------------------------- | ------------------- | --- | ------------------------------------------------------------------------------ |
|                      | Maillet (Tchibissov) — 39 min 59 s (SN) | 0-1 0-2 0-3 1-3 1-4 | Karnaoukhov (Okoulov) — 8 min 32 s Popov (Svetlakov) — 9 min 29 s Okoulov (Grigorenko, Karnaoukhov) — 36 min 17 s Kamenev — 56 min 35 s (CV) | Arbitrage : Alekseï Ravodine Konstantin Olenine Gleb Lazarev Nikita Chalaguine |
| Vassili Kochetchkine | Gardiens                                | Ivan Fedotov        | | Arbitrage : Alekseï Ravodine Konstantin Olenine Gleb Lazarev Nikita Chalaguine |
| 0 min                | Pénalités                               | 6 min               | | Arbitrage : Alekseï Ravodine Konstantin Olenine Gleb Lazarev Nikita Chalaguine |
| 43                   | Tirs                                    | 25                  | | Arbitrage : Alekseï Ravodine Konstantin Olenine Gleb Lazarev Nikita Chalaguine |

## Effectif vainqueur de la Coupe Gagarine
| Vainqueurs de la Coupe Gagarine 2022 CSKA Moscou | Gardiens : Ivan Fedotov, Adam Reideborn, Ivan Novochilov*, Vsevolod Skotnikov* Défenseurs : Klas Dahlbeck, Darren Dietz, John Gilmour, Vladimir Groudinine, Semion Lougoviak*, Marsel Ibraguimov*, Bogdan Kisselevitch, Nikita Nesterov, Vladislav Provolnev, Artiom Sergueïev Attaquants : Vitali Abramov, Sergueï Andronov (C), Matveï Gouskov, Mikhaïl Grigorenko, Danil Iourtaïkine, Vladislav Kamenev, Pavel Karnaoukhov, Vladislav Kotkov*, Danila Khoulapov, Konstantin Okoulov, Semion Pankratov, Sergueï Plotnikov, Aleksandr Popov, Maksim Sorkine, Takhir Mingatchiov, Andreï Svetlakov, Anton Slepychev (A) Entraîneurs : Sergueï Fiodorov assisté de Vladimir Tchebatourkine, Ievgueni Korechkov, Ravil Iakoubov, Sergejs Naumovs |

(*) Ces joueurs n'ont pas disputé de match dans les séries éliminatoires.